# Cuitlauzina
Cuitlauzina es un género de orquídeas  que se distribuye en México. Comprende 28 especies descritas y de estas, solo 7 aceptadas.

## Características
Es un género que fue segregado de Odontoglossum, y  aún es usado en el registro de híbridos de orquídeas.

## Taxonomía
El género fue descrito por La Llave & Lex. y publicado en Novorum Vegetabilium Descriptiones 2(Orch. Opusc.): 32–33. 1825. La especie tipo es: Cuitlauzina pendula Lex. in P.de La Llave & J.M.de Lexarza (1825)
Etimología
El nombre del género se otorgó en honor de Cuitlahuazin un caudillo mexicano hermano de Moctezuma.

## Especies
| - Cuitlauzina candida (Lindl.) Dressler & N.H. Williams (2003) - Cuitlauzina convallarioides (Schltr.) Dressler & N.H. Williams (2003) - Cuitlauzina egertonii (Lindl.) Dressler & N.H. Williams (2003) - Cuitlauzina pandurata (Garay) M.W.Chase & N.H.Williams - Cuitlauzina pendula Lex. in P.de La Llave & J.M.de Lexarza (1825) - Cuitlauzina pulchella (Bateman ex Lindl.) Dressler & N.H. Williams (2003) - Cuitlauzina pygmaea (Lindl.) M.W.Chase & N.H.Williams |